# Сан Деметрио Короне (Козенца)
Сан Деметрио Короне (итал. San Demetrio Corone) је насеље у Италији у округу Козенца, региону Калабрија.
Према процени из 2011. у насељу је живело 2281 становника. Насеље се налази на надморској висини од 500 м.

## Становништво
Према резултатима пописа становништва 2011. у општини је живело 3.665 становника.
| 1931. | 1936. | 1951. | 1961. | 1971. | 1981. | 1991. | 2001. | 2011. |
| ----- | ----- | ----- | ----- | ----- | ----- | ----- | ----- | ----- |
| 4.757 | 5.131 | 5.765 | 5.374 | 4.735 | 5.038 | 4.413 | 3.944 | 3.665 |